# Harpactea hyrcanica
Harpactea hyrcanica este o specie de păianjeni din genul Harpactea, familia Dysderidae, descrisă de Dunin, 1991.
Este endemică în Azerbaijan. Conform Catalogue of Life specia Harpactea hyrcanica nu are subspecii cunoscute.